# VDL Citea I
Le VDL Citea I est un autobus à plancher bas produit par l'entreprise VDL. C'est la première génération de la gamme Citea.

## Modèles
- CLF-120
- CLE-120
- CLE-129
- CLE-137
- CLE-145